# Aeroporto Internacional Netaji Subhas Chandra Bose
O Aeroporto Internacional Netaji Subhas Chandra Bose (em inglês: Netaji Subhas Chandra Bose International Airport) (IATA: CCU, ICAO: VECC) anteriormente chamado de Aeroporto Dum Dum, é um aeroporto internacional localizado na cidade de Calcutá, capital do estado de Bengala Ocidental na Índia, sendo o quinto mais movimentado do país.